# Quartier de la Gare (dzielnica Luksemburga)
Quartier de la Gare (lb. Garer Quartier, niem. Bahnhofsviertel) – dzielnica (Quartier) miasta Luksemburg, w Luksemburgu, w kantonie Luksemburg. Do 3 października 2015 dzielnica leżała w dystrykcie Luksemburg. Leży w środkowej części miasta. Jest jedną z 24 dzielnic – jednostek pomocniczych miasta Luksemburg. 31 grudnia 2022 r. populacja dzielnicy wynosiła 11 895 mieszkańców. 